# Hypothenemus
Hypothenemus is een geslacht uit de familie van de snuitkevers (Curculionidae). De wetenschappelijke naam werd voor het eerst gepubliceerd door John Obadiah Westwood in 1836. Hij beschreef Hypothenemus als een ondergeslacht van Tomicus. Hij beschreef als eerste soort tevens Tomicus (Hypothenemus) eruditus, een kleine kever die de omslag en binding van een boek aantastte en zich voedde met het kartonpapier en de lijm.

## Soorten
Er zijn ongeveer 240 soorten beschreven in dit geslacht. Een aantal daarvan zijn schadelijk, in het bijzonder de koffiebesboorder Hypothenemus hampei (Ferrari, 1867), die gangen boort in koffiebessen om er eitjes in te deponeren; de larven voeden zich met de koffiebes. Oorspronkelijk afkomstig uit Afrika, vormt deze kever inmiddels de grootste bedreiging voor de koffieteelt over de hele wereld. Hoewel cafeïne toxisch is voor insecten, heeft deze soort daar een verdedigingsmechanisme tegen ontwikkeld: micro-organismen in zijn microbioom breken de cafeïne af.